# Like a Dragon: Ishin!
Like a Dragon: Ishin! (龍が如く 維新!, Ryū ga Gotoku Ishin!) est un jeu vidéo d'action-aventure développé par le Ryu ga Gotoku Studio et édité par Sega, sorti d'abord uniquement au Japon en 2014 sur PlayStation 3 et PlayStation 4, puis le 21 février 2023 dans une version remake (intitulée au Japon Like a Dragon: Ishin! Kiwami (龍が如く 維新！ 極, Ryū ga Gotoku Ishin! Kiwami, litt. « Like a Dragon: Restoration! Extreme ») dans le monde entier sur Windows, Xbox One, Xbox Series, PlayStation 4 et PlayStation 5.
Le jeu est un spin-off de la série Like A Dragon mais, à la différence de la série canonique, l'histoire ne se déroule pas à l'époque contemporaine mais à l'époque Bakumatsu, en 1868.

## Système de jeu
Comme les autres titres de la série Like a Dragon, Ishin! utilise un système de combat robuste, similaire à son prédécesseur Yakuza 5. Le joueur contrôle Sakamoto Ryōma, seul protagoniste jouable, qui a accès à quatre styles de combat : Bagarreur (qui utilise le combat au corps à corps, plus proche du style de combat traditionnel), Épéiste (qui utilise un katana comme arme principale), Tireur (qui utilise des pistolets), et Danseur sauvage (qui utilise katana et pistolet). Le jeu introduit un nouveau système, la Vertu, gagnée en accomplissant des quêtes secondaires, des événements de l'histoire, par l'obtention de points d'achèvement et en accomplissant d'autres tâches. Les points de vertu peuvent être échangés contre des capacités. Le jeu propose de nouveaux types de contenus annexes, dont les plus importants sont Battle Dungeon, un mode d'exploration de donjon qui utilise des cartes de capacités spéciales (également connues sous le nom de cartes Trooper), et Another Life, une histoire annexe dans laquelle Ryōma doit rembourser les dettes d'Haruka, une jeune fille endettée à cause d'une maladie. On retrouve également les classiques de la série comme les jeux d'argent, le bar à chansons (Karaoke) et une arène de combat, entre autres mini-jeux.

## Synopsis
Alors que différentes factions politiques tentent de prendre le pouvoir face à un empereur affaibli et humilié par des Américains, le Shinsengumi était une faction de guerriers d'élite chargée de faire régner l'ordre dans un Kyoto agité. Ce qui ne les empêchait pas d'assassiner à l'occasion certaines personnes. Notre héros, Sakamoto Ryōma (qui a les traits de Kazuma Kiryū), se voit accusé à tort du meurtre d'un notable. Sa seule piste : le véritable assassin utilise une technique de sabre qui rappelle celle du Shinsengumi. N'écoutant que son talent au sabre, il parvient à entrer dans cette brigade afin de mener l'enquête. C'est à ce moment-là que le mystère s'épaissit...

## Différences entre les versions
Le remake de 2023 propose principalement une mise à jour graphique, mais diffère également de l'original par un certain nombre de petits ajustements mineurs. En particulier, un certain nombre de personnages ont vu leur apparence et leur acteur de doublage changé, pour intégrer des personnages de Yakuza 6, Yakuza 0 ou encore Yakuza: Like a Dragon (qui n'étaient pas encore sortis en 2014).

## Voix japonaises
N.B. : Le jeu se veut être une pièce de théâtre kabuki. Entre parenthèses, les personnages de la série qu'ils incarnent.
- Takaya Kuroda : Ryōma Sakamoto/Hajime Saito (Kazuma Kiryu)
- Hideo Nakano : Hanpeita Takechi (Keiji Shibusawa dans Yakuza 0)
- Hidenari Ugaki : Soji Okita (Goro Majima)
- Rikiya Koyama : Shinpachi Nagakura (Taiga Saejima à partir de Yakuza 4)
- Riki Takeuchi : Kanryusai Takeda (Hiroki Awano dans Yakuza 0)
- Koichi Yamadera : Kogoro Katsura/Matsusuke Nibori (Shun Akiyama de Yakuza 4 à Yakuza 6)
- Masami Iwasaki : Kichinosuke Saigo (Ryuji Goda dans Yakuza Kiwami 2)
- Kazuhiro Nakaya : Izo Okada (Akira Nishikiyama dans Yakuza 0 et Yakuza Kiwami) N.B. : Kazuhiro Nakaya double également Ichiban Kasuga dans Yakuza: Like a Dragon
- Yuichi Nakamura : Susumu Yamazaki (Joon-gi Han dans Yakuza 6 et Yakuza: Like a Dragon)
- Nobuhiko Okamoto : Heisuke Todo (Tanyou Zhao dans Yakuza: Like a Dragon)
- Hiroki Touchi : Chuji Matsubara (Yuu Morinaga dans Yakuza 5)
- Hiroki Yasumoto : Sanosuke Harada (Masato Aizawa dans Yakuza 5)
- Shunsuke Sakuya : Genzaburo Inoue (Osamu Kashiwagi)
- Kōsuke Toriumi : Rintaro Katsu (Masato Arakawa/Ryo Aoki dans Yakuza: Like a Dragon)
- Manami Sugihara : Oryo
- Hitoshi Ozawa : Kashitaro Ito (Daisaku Kuze dans Yakuza 0)
- Romi Park : Otose
- Kazuhiro Yamaji : Shintaro Nakaoka (Makoto Date)
- Shido Nakamura : Toshizo Nijikata (Yoshitaka Mine dans Yakuza 3)
- Satoshi Totsuhige : Yoshinobu Tokugawa (Daigo Dojima à partir de Yakuza Kiwami 2)
- Akio Otsuka : Isami Kondo (Koichi Adachi dans Yakuza: Like a Dragon)

## Commercialisation
Le jeu s'est vendu à 138 158 exemplaires sur PlayStation 3 et 82 540 exemplaires sur PlayStation 4 lors des deux premiers jours. Au 31 mars 2014, le jeu s'est écoulé à 390 000 exemplaires sur les deux supports. Le jeu a obtenu la note quasi parfaite de 38/40 et 39/40 respectivement sur PlayStation 3 et PlayStation 4 dans le magazine Famitsu.
À l'occasion de la sortie du jeu un autocollant pour la PlayStation 4 était à gagner au travers d'un concours. Cet autocollant, limité à 100 exemplaires, représente une esquisse du héros et le logo du jeu dans une couleur dorée.
Une édition collector du jeu, intitulée Famitsu DX Pack, a été commercialisée au Japon. Celle-ci comprend :
- un CD contenant une sélection de musiques issues des précédents opus ;
- une bouteille de saké noire ornée d'un dragon (représentation du tatouage de Kazuma Kiryū) ;
- une photographie représentant Sakamoto Ryōma ;
- un exemplaire du jeu.

## Version française
À sa sortie, la localisation française de Like a Dragon: Ishin! fut produite par Marie-Paule Noël, Gaspard Bertrand, Clément Depagne, Sara Chtaïni, Philippe Roy, Jonathan Oriol, Alexis Barroso, Maude Nantel et Patrick Alfonsi par le biais de l'entreprise Shinyuden. L'assurance qualité de ladite traduction fut effectuée par Marguerite De Cormis, Yohann Demeyer et Felix Deconinck par le biais de Keywords Studios Montreal.